# Хілок (станція)
Хілок (рос. Хилок) — станція Читинського регіону Забайкальської залізниці Росії, розташована на дільниці Заудинський — Каримська між станціями Жипхеген (відстань — 27 км) і Гиршелун (17 км). Відстань до ст. Заудинський — 285 км, до ст. Каримська — 360 км.